# 和平寺
和平寺，俗称花塔庙，位于北京市昌平区南口镇花塔村，是一座汉传佛教寺院。

## 历史
《日下旧闻考》载，“花塔山有和平寺，唐建。”该寺由唐朝名将尉迟恭监建，唐太宗李世民御书“勑赐和平寺”。花塔村世代流传着“先有和平寺，后有潭柘寺”的说法。
有两种关于和平寺历史的传说。一是和平寺简介中称：“三国末晋初就修建了和平寺。战乱时期因交兵作战，白羊城双山的几座庙宇遭到破坏。僧人喂养的两只白鸽放飞后，落在十里地以北的凤山之顶。出家人更是憧憬和平，辗转来此山下修建了和平寺。”二是白羊城人传说：“白羊城东门外三里有座双山，又名蝎子山。那里有东寺（又名双泉寺）、娘娘庙和尼姑庵。南流村张员外家的小姐到庙里上香，被寺内一恶僧藏进夹壁墙中受尽凌辱。张员外从阳坊镇西贯市请来武术把势，惩治了恶僧。百姓痛恨之下烧毁了寺庙。从此庙风颓败，香火绝迹，寺庙北迁到凤山下。”
经过唐朝、宋朝、元朝、明朝、清朝的修建，和平寺形成了较大的建筑规模，曾有殿堂、道观、僧房以及尼姑庵共计九十九间半，既能以佛教、道教粗略分成东、西两个院，又能以中庙、东庙、西庙、娘娘殿、刘二爷殿细分成五个院落，共有72道门。
和平寺西侧的遗址上，过去曾有一片塔林。传说其中有六座建于不同朝代的砖塔尤为壮观，其中一座塔高约十多层，塔身上半部彩绘佛像，塔檐如同莲花瓣，俗称“花塔”。花塔山、花塔庙、花塔村都是因这座花塔而得名。
塔林因战乱、年久失修而陆续坍塌。和平寺西院的五间娘娘殿、三间刘二爷殿以及仅剩的三座塔，在文化大革命初期又遭破坏，仅存遗迹。和平寺东院建筑则幸存，这是因为中华人民共和国成立初期便在此建成小学，1958年又建成中学。
2003年，经北京市宗教事务局批准，和平寺恢复为佛教的宗教活动场所。到2013年时，该寺有天王殿等6座殿宇，还有松、柏、银杏等多株古树，寺西有一处塔林，寺内常驻5名僧人。和平寺的修缮工程计划在2014年动工，除修缮现有建筑外，还将依据寺庙遗址修复鼓楼、钟楼、藏经阁等原有建筑。2013年11月14日，中共昌平区委常委、昌平区副区长孙启，率领有关部门负责人赴南口镇花塔村实地调研和平寺的修缮情况，察看了和平寺现有建筑以及正在进行考古勘探的寺庙遗址。

## 建筑
和平寺位于龙凤山的龙尾山坳下。清朝末年，成郡王载锐修缮和平寺，奠定了现存和平寺的规模。和平寺的碑刻以及殿堂的地基、石阶均为清朝遗存，建筑面积不足早年的四分之一。和平寺依山而建，以山门、天王殿、佛祖殿为中轴线，自低至高分成两进院落。第一进院落包括山门及山门内的广场。第二进院落是该寺的主体建筑。
- 山门：原来的山门是九檩十三椽单檐歇山顶，门额上有唐太宗御书“敕赐和平寺”匾额。如今的山门为仿制，位置及形制与原有山门基本一致。山门两侧有随墙硬山顶门楼。山门内的西侧有一棵国槐，树龄已经一千三百多岁。
- 石阶：第一进院落北侧有高约八九米、长约百余米的红色护坡石墙，石墙中间有32级石阶通往第二进院落。
- 天王殿：位于石阶顶端，面阔三间。殿内正面供奉接引佛，背面供奉韦驮，两侧是四大天王。
  - 玉卧佛殿：天王殿西侧，是玉卧佛殿三间以及耳房两间。
  - 僧舍：天王殿东侧为一排僧舍。
- 古树、钟亭：天王殿以北有两株银杏树、一株称作“白袍将军”的白皮松、几株柏树。白皮松位于中轴线西侧，钟亭位于中轴线东侧。
  - 祖师殿：白皮松旁边有三间祖师殿，坐西朝东。
  - 伽蓝殿：钟亭旁边有三间伽蓝殿，坐东朝西。
- 佛祖殿：天王殿以北的院落中，靠北有九级台阶可到达石砌高台，高台上并列有三座大殿。居中者为佛祖殿，单檐歇山顶，面阔三间（长约13米），前廊后厦，进深大约7米。门额悬挂清朝雍正帝御书“大地金沙”匾。殿内主供释迦牟尼，两侧供奉十八罗汉。和其他寺院的佛祖殿不同，该殿靠窗处还供奉着第十九位罗汉，手托二百文铜钱，呈坐姿。传说这是位过路僧，骑雇来的毛驴来听佛祖讲经，手中的驮脚钱还没来得及付给赶毛驴的老汉，便在窗内坐化，故成为罗汉堂内的“旁听生”。
  - 延生堂、往生堂：佛祖殿前面，有延生堂和往生堂各一间，相对而立。
  - 弥勒殿：位于佛祖殿西侧，硬山屋脊，前廊后厦，面阔三间（长约11米），进深大约8米。殿内主供弥勒佛。
  - 观音殿：位于佛祖殿东侧，硬山屋脊，前廊后厦，面阔三间（长约11米），进深大约8米。殿内主供观音菩萨。观音殿东墙与一间半耳房相连接。这其中的半间房辟有东门，过去供该寺僧人绕道后山取泉水。
  - 龙王殿：位于弥勒殿西南，坐西朝东，面阔一间，供奉四海龙王。
  - 韦驮殿：观音殿前有一间倒坐的韦驮殿。[1]

和平寺还有许多古树。山门内有古槐一株，人称“凤爪朝天槐”，树龄一千三百多年，树围3米多，为北京市一级保护名木。正殿前有两株银杏树，西为雄树，高约30米，东为雌树，高约20米。正殿台阶下的驿堂中间，有一株白皮松，高30多米，略偏斜，似卧龙。观音殿前，有三株古树，根部相连，号称“楸、柏、槐”。